# Lloyd Kelly
Lloyd Casius Kelly (* 6. Oktober 1998 in Bristol) ist ein englischer Fußballspieler, der als Leihspieler von Newcastle United bei Juventus Turin spielt.

## Vereinskarriere
Am 8. August 2017 gab Kelly sein Debüt für seinen Heimatverein Bristol City bei einem 5:0-Sieg gegen Plymouth Argyle im League Cup. Kelly machte am 23. Dezember 2017 seinen ersten Liga-Start gegen Queens Park Rangers und erzielte nur drei Tage später seinen ersten Ligatreffer gegen den FC Reading. Seine erste Spielzeit in der EFL Championship 2017/18 beendete er mit City auf dem elften Tabellenplatz. Diese Leistung konnte in der Saison 2018/19 mit dem achten Tabellenrang gesteigert werden. Der Einzug in die Aufstiegs-Play-offs wurde jedoch mit vier Punkten Rückstand auf den Tabellensechsten Derby County knapp verpasst.
Mitte Mai 2019 gab der englische Erstligist AFC Bournemouth die Verpflichtung von Kelly bekannt. Für sein neues Team kam er in acht Ligaspielen zum Einsatz, stieg jedoch mit Bournemouth am Saisonende aus der Premier League 2019/20 ab. Der angestrebte direkte Wiederaufstieg in die erste Liga konnte in der EFL Championship 2020/21 nicht erreicht werden, dafür etablierte sich Lloyd Kelly als Stammspieler in der Abwehr des Zweitligisten und bestritt 36 Ligaspiele.
Im Sommer 2024 wechselte er ablösefrei zu Newcastle United. Am 3. Februar 2025 wechselte Kelly in die italienische Serie A zu Juventus Turin. Nach Angaben von Juve wurde eine Gebühr in Höhe von 3 Millionen Euro für die Leihe bis zum Ende der Saison bezahlt. Zudem wurde eine Kaufpflicht bei Erreichen bestimmter sportlicher Ziele in Höhe von 14,5 Millionen Euro vereinbart.

## Nationalmannschaft
Ende August 2017 gab Kelly sein Debüt für die U20 von England, als Ersatzspieler bei einem 3:0-Sieg gegen die Niederlande. Am 12. November 2018 erhielt er seine erste Einberufung zur U21-Mannschaft.